# Rekha Sharma
Rekha Shanti Sharma (Vancouver, 1º gennaio 1970) è un'attrice canadese.

## Filmografia parziale

### Cinema
- Liberty Stands Still, regia di Kari Skogland (2002)
- Battlestar Galactica: The Plan, regia di Edward James Olmos – direct-to-video (2009)

### Televisione
- Dark Angel – serie TV, 5 episodi (2001-2002)
- Smallville – serie TV, 7 episodi (2002-2006)
- Battlestar Galactica – serie TV, 31 episodi (2006-2009)
- CSI - Scena del crimine (CSI: Crime Scene Investigation) – serie TV, episodio 9x20 (2009)
- V – serie TV, 8 episodi (2009-2011)
- Supernatural – serie TV, episodio 5x19 (2010)
- Arrow – serie TV, episodio 1x15 (2013)
- C'era una volta nel Paese delle Meraviglie (Once Upon a Time in Wonderland) – serie TV, episodio 1x07 (2013)
- The 100 – serie TV, 9 episodi (2014-2015)
- Star Trek: Discovery – serie TV, 5 episodi (2017-2020)
- Star Trek Continues – serie TV, episodio 1x08 (2017)
- To Have and to Hold, regia di Monika Mitchell – film TV (2019)
- The Imperfects – serie TV, 10 episodi (2022)
- Yellowjackets – serie TV, 9 episodi (2021-2023)
- Transplant – serie TV, 22 episodi (2022-2024)
- The Cleaning Lady – serie TV, 4 episodi (2024)

## Doppiatrici italiane
Nelle versioni in italiano delle opere in cui ha recitato, Rekha Sharma è stato doppiata da:
- Giò Giò Rapattoni in Battlestar Galactica, Battlestar Galactica: The Plan, Star Trek: Discovery, The Imperfects
- Chiara Salerno in V
- Irene Di Valmo in The 100
- Selvaggia Quattrini in Yellowjackets
- Laura Romano in Transplant